# Det er mig der står herude og banker på
"Det er mig der står herude og banker på" er en dansk sang af Thomas Helmig, fra dennes tredje studiealbum "Vejen væk", fra 1988. Både musik og tekst var skrevet af Thomas Helmig selv. I 1993 udtalte Helmig at han nok ikke skulle have skrevet sangen. I et tv-program med Jarl Friis-Mikkelsen i 1992, reciterede Ove Sprogø sangen som et digt, og den blev efterfølgende udsat for en tolkning af litteraturforskeren Ole Egeberg. Sangen var i 1989 den 9. mest spillede sang i Danmark.

## Spor
- 7" single

1. "Det er mig der står herude og banker på" – 3:30

## Musikere
Følgende musikere var med på sangen;
- Thomas Helmig – vokal, diverse instrumenter, producer, sangskriver